# چالی بلاغ
چالی بلاغ، روستایی از توابع بخش مرکزی شهرستان بیجار در استان کردستان ایران است.

## جمعیت
این روستا در دهستان سیلتان قرار دارد و براساس سرشماری مرکز آمار ایران در سال ۱۳۸۵، جمعیت آن ۵۱ نفر (۱۱خانوار) بوده‌است.